# Президент Узбекистана
Президе́нт Респу́блики Узбекиста́н (узб. Oʻzbekiston Respublikasi Prezidenti) — высшая государственная должность в Республике Узбекистан, а также лицо, избранное на выборах на эту должность.
Президент Республики Узбекистан является главой государства, а Узбекистан является полноценной президентской республикой. Многие полномочия президента Узбекистана либо имеют непосредственно исполнительный характер, либо приближены к исполнительной власти. Наряду с этим, президент возвышается над ветвями власти, поскольку осуществляет координирующие функции и имеет право роспуска республиканского парламента. Президент Республики Узбекистан является также верховным главнокомандующим Вооружённых сил Республики Узбекистан, гарантом Конституции Республики Узбекистан, прав и свобод человека, территориальной целостности и суверенитета государства. С 14 декабря 2016 года (с 8 сентября 2016 года был временно исполняющим обязанности) президентом Узбекистана является Шавкат Миромонович Мирзиёев.

## Название
Как и в большинстве языков, в узбекском языке официально используется термин «президент» (узб. Prezident / Президент). Начиная с 1989 года, в первые годы независимости страны, в пик националистических и исламистских настроений и большого влияния светской, националистической и исламистской оппозиции и религиозных деятелей на руководство страны для обозначения термина «республика» в узбекском языке официально стал использоваться вариант «джумхурия́т» (узб. Жумҳурият / Jumhuriyat — Ўзбекистон Жумҳурияти / Oʻzbekiston Jumhuriyati). Соответственно, были безуспешные попытки переименовать на узбекском языке «президент» в «раисджумху́р» (узб. Раисжумҳур / Raisjumhur — Ўзбекистон раисжумҳури / Oʻzbekiston raisjumhuri), так как в большинстве мусульманских стран вместо термина «президент» используется вышеуказанный вариант. Но в 1993 году в оборот официально была возвращена «республика» — «Ўзбекистон Республикаси / Oʻzbekiston Respublikasi», а название должности президента на узбекском языке осталось неизменным.

## История
Должность президента в Узбекистане появилась в марте 1990 года, когда страна ещё входила в состав Союза ССР под названием Узбекская Советская Социалистическая Республика, и называлась Президент Узбекской Советской Социалистической Республики. 24 марта 1990 года на сессии Верховного Совета Узбекской ССР народными депутатами был избран первый в истории президент Узбекской ССР — Ислам Абдуганиевич Каримов. С 24 марта 1990 года по 13 января 1992 года заместителем президента Республики Узбекистан являлся вице-президент Узбекистана. Узбекская ССР первая из союзных республик СССР учредила должности президента и вице-президента.
После объявления о независимости Узбекистана 31 августа 1991 года должность стала называться «Президент Республики Узбекистан».

## Конституционный статус
Президент Республики Узбекистан является высшим должностным лицом. Согласно 89-й статье Конституции Республики Узбекистан — президент Республики Узбекистан является главой государства и обеспечивает согласованное функционирование и взаимодействие органов государственной власти, согласно 93-й статье является Верховным главнокомандующим Вооружёнными силами Узбекистана. Полномочия и права президента Республики Узбекистан определяются XIX (19-й) главой (статьи с 89 по 97) пятого раздела Конституции Республики Узбекистан.

## Полномочия президента Узбекистана
Президент Республики имеет широкие полномочия. Президент Узбекистана не вправе передавать исполнение своих полномочий государственным органам или должностным лицам. В 109-й статье Конституции Республики Узбекистан указаны 25 основополагающих полномочий и прав президента страны:
1. Выступает гарантом соблюдения прав и свобод граждан, Конституции и Законов Республики Узбекистан;
2. Принимает необходимые меры по охране суверенитета, безопасности и территориальной целостности Республики Узбекистан, реализации решений по вопросам национально-государственного устройства;
3. Представляет Республику Узбекистан внутри страны и в международных отношениях;
4. Ведёт переговоры и подписывает договоры и соглашения Республики Узбекистан, обеспечивает соблюдение заключенных республикой договоров, соглашений и принятых ею обязательств;
5. Принимает верительные и отзывные грамоты аккредитованных при нём дипломатических и иных представителей;
6. Представляет верхней палате Олий Мажлиса Республики Узбекистан — Сенату кандидатуры для назначения дипломатических и иных представителей Республики Узбекистан в иностранных государствах;
7. Имеет право обращаться в Олий Мажлис Республики Узбекистан по важнейшим вопросам реализации внутренней и внешней политики страны;
8. Обеспечивает взаимодействие высших органов власти и управления республики, образует и упраздняет по представлению Кабинета министров Республики Узбекистан министерства, государственные комитеты и другие органы государственного управления с последующим внесением указов по этим вопросам на утверждение палат Олий Мажлиса Республики Узбекистан;
9. Представляет Сенату Олий Мажлиса Республики Узбекистан кандидатуру для избрания на должность председателя Сената;
10. Представляет для рассмотрения и утверждения палатами Олий Мажлиса Республики Узбекистан кандидатуру премьер-министра Республики Узбекистан и освобождает его от должности в случае отставки, выражения вотума недоверия премьер-министру, принятого палатами Олий Мажлиса Республики Узбекистан, либо в других случаях, предусмотренных законом;
11. Утверждает по представлению премьер-министра Республики Узбекистан членов Кабинета министров Республики Узбекистан и освобождает их от должности;
12. Назначает и освобождает от должности Генерального прокурора Республики Узбекистан и председателя Счётной палаты с последующим утверждением их Сенатом Олий Мажлиса Республики Узбекистан;
13. Представляет Сенату Олий Мажлиса Республики Узбекистан кандидатуры в составы Конституционного суда Республики Узбекистан, Верховного суда Республики Узбекистан, а также на должности председателя Высшего судейского совета Республики Узбекистан, председателя Правления Центрального банка Республики Узбекистан;
14. Назначает и освобождает по представлению Высшего судейского совета Республики Узбекистан от должности председателей и заместителей председателей судов областей и города Ташкента, председателя Военного суда Республики Узбекистан; утверждает в соответствии с законом членов Высшего судейского совета Республики Узбекистан;
15. Назначает и освобождает по представлению премьер-министра от должности хокимов (губернаторов) областей и города Ташкента в соответствии с законом, и вправе освободить своим решением от должности хокимов областей, районов и городов в случае нарушения ими Конституции, законов или совершения действий, порочащих честь и достоинство хокима;
16. Приостанавливает, отменяет акты органов государственного управления республики и хокимов в случае несоответствия их нормам законодательства, вправе председательствовать на заседаниях Кабинета министров Республики Узбекистан;
17. Подписывает и обнародует законы Республики Узбекистан, вправе возвратить закон со своими возражениями в Олий Мажлис Республики Узбекистан для повторного обсуждения и голосования;
18. Объявляет состояние войны в случае нападения на Республику Узбекистан или в случае необходимости выполнения договорных обязательств по взаимной обороне от агрессии и в течение трёх суток вносит принятое решение на утверждение палат Олий Мажлиса Республики Узбекистан;
19. В исключительных случаях (реальная внешняя угроза, массовые беспорядки, крупные катастрофы, стихийные бедствия, эпидемии и пандемии) в интересах обеспечения безопасности граждан вводит чрезвычайное положение на всей территории или в отдельных местностях Республики Узбекистан и в течение трёх суток вносит принятое решение на утверждение палат Олий Мажлиса Республики Узбекистан, но при этом условия и порядок введения чрезвычайного положения регулируются законом;
20. Является Верховным главнокомандующим Вооружёнными силами Республики Узбекистан, назначает и освобождает от должности высшее командование Вооруженных сил, присваивает высшие воинские звания;
21. Награждает орденами, медалями и грамотой Республики Узбекистан, присваивает квалификационные и почётные звания Республики Узбекистан;
22. Решает вопросы гражданства Республики Узбекистан и предоставления политического убежища;
23. Вносит в Сенат Олий Мажлиса Республики Узбекистан представления о принятии актов об амнистии и осуществляет помилование лиц, осуждённых судами Республики Узбекистан;
24. Назначает и освобождает от должности председателя Службы государственной безопасности Республики Узбекистан с последующим внесением указов по этим вопросам на утверждение Сената Олий Мажлиса Республики Узбекистан;
25. Осуществляет иные полномочия, предусмотренные настоящей Конституцией и законами Республики Узбекистан.

## Председатель Кабинета министров
С 1990 года по 2005 года президент также являлся председателем Кабинета министров Узбекистана и главой исполнительной власти. Однако он не был непосредственно главой правительства республики. Хотя постановления и распоряжения правительства подписывались им, но непосредственное руководство кабинетом министров осуществлялось вице-президентом (до 1992 года) или премьер-министром.

## Порядок избрания

### Требования к кандидатам в президенты
Согласно 90-й статье Конституции Республики Узбекистан, президентом Республики Узбекистан может быть избран гражданин Республики Узбекистан не моложе тридцати пяти лет, свободно владеющий государственным языком (то есть узбекским языком), постоянно проживающий на территории Узбекистана не менее десяти лет непосредственно перед выборами. Одно и то же лицо не может быть президентом Республики Узбекистан более двух сроков подряд. Не подлежат регистрации кандидатами в президенты Республики Узбекистан: граждане, ранее судимые за умышленные преступления, граждане, преследуемые законом в связи с возбуждением в отношении них уголовного дела, профессиональные служители религиозных организаций и объединений.
Президент Республики Узбекистан избирается гражданами Республики Узбекистан на основе всеобщего, равного и прямого избирательного права при тайном голосовании сроком на пять лет. Порядок выборов президента определяется законом Республики Узбекистан.

### Право на выдвижение кандидатов в президенты
Право на выдвижение кандидата в президенты Республики Узбекистан имеют политические партии. Политическая партия может выдвигать кандидата в президенты Республики Узбекистан при условии, что она зарегистрирована Министерством юстиции Республики Узбекистан не позднее шести месяцев до дня объявления о начале избирательной кампании. Каждый гражданин или группа граждан, обладающие избирательным правом, могут образовать инициативную группу избирателей в количестве не менее трехсот избирателей для выдвижения кандидата в президенты Республики Узбекистан.

### Порядок выдвижения
Выдвижение кандидатов в президенты Республики Узбекистан начинается за шестьдесят пять дней до выборов и заканчивается за сорок пять дней до выборов. Выдвижение кандидатов в президенты Республики Узбекистан осуществляется высшими органами политических партий, собранием инициативной группы избирателей. Высший орган политической партии, инициативная группа избирателей может выдвинуть одного кандидата в президенты Республики Узбекистан.
Политическая партия правомочна выдвинуть кандидата в президенты Республики Узбекистан только из числа членов своей партии или беспартийного, а инициативная группа избирателей вправе выдвинуть кандидата в президенты Республики Узбекистан при условии, если он не является членом той или иной политической партии. Кандидат может дать согласие баллотироваться только от одной инициативной группы избирателей.

### Избрание президента
Президент Республики Узбекистан избирается гражданами страны на основе всеобщего, равного и прямого избирательного права при тайном голосовании сроком на семь лет. Сенатом Узбекистана 5 декабря 2011 года был принят Закон «О поправках в статью 90 Конституции Республики Узбекистан», предусматривающий сокращение срока полномочий президента Республики Узбекистан с семи до пяти лет.
В 2023 срок полномочий президента Узбекистана, в новой редакции Конституции, одобренной на всенародном референдуме 30 апреля 2023 года, был снова продлён с 5 до 7 лет. 
Выборы президента Республики Узбекистан проводятся в год истечения конституционного срока его полномочий — в первое воскресенье третьей декады декабря. Выборы проводятся на основе всеобщего, равного и прямого избирательного права при тайном голосовании. Право избирать имеют граждане Республики Узбекистан, достигшие восемнадцати лет.
Расходы, связанные с подготовкой и проведением выборов президента Республики Узбекистан, производятся за счёт государственных средств Республики Узбекистан. Финансирование и иная материальная поддержка кандидатов в президенты Республики Узбекистан за счёт других средств запрещается. Политические партии, общественные объединения, предприятия, учреждения, организации и граждане Республики Узбекистан могут добровольно передавать свои средства для проведения выборов. Эти средства принимаются Центральной избирательной комиссией для их использования в ходе избирательной кампании.

### Порядок вступления в должность
Действующий президент Узбекистана исполняет свои полномочия в полной мере до вступления в должность избранного президента. Избранный президент Республики Узбекистан должен вступить в должность не позднее двух месяцев со дня официального объявления ЦИК Республики Узбекистан результатов выборов президента. Президент Узбекистана считается вступившим в должность с момента принесения на совместном заседании обеих палат Олий Мажлиса Республики Узбекистан присяги следующего содержания исключительно на государственном — узбекском языке:

«Торжественно клянусь верно служить народу Узбекистана, строго следовать Конституции и Законам республики, гарантировать права и свободы граждан, добросовестно выполнять возложенные на президента Республики Узбекистан обязанности»
Оригинальный текст (узб.)“O‘zbekiston xalqiga sadoqat bilan xizmat qilishga, respublikaning Konstitutsiyasi va Qonunlariga qat’iy rioya etishga, fuqarolarning huquqlari va erkinliklariga kafolat berishga, O‘zbekiston Respublikasi Prezidenti zimmasiga yuklatilgan vazifalarni vijdonan bajarishga tantanali qasamyod qilaman”

«Ўзбекистон халқига садоқат билан хизмат қилишга, республиканинг Конституцияси ва Қонунларига қатъий риоя этишга, фуқароларнинг ҳуқуқлари ва эркинликларига кафолат беришга, Ўзбекистон Республикаси Президенти зиммасига юклатилган вазифаларни виждонан бажаришга тантанали қасамёд қиламан»

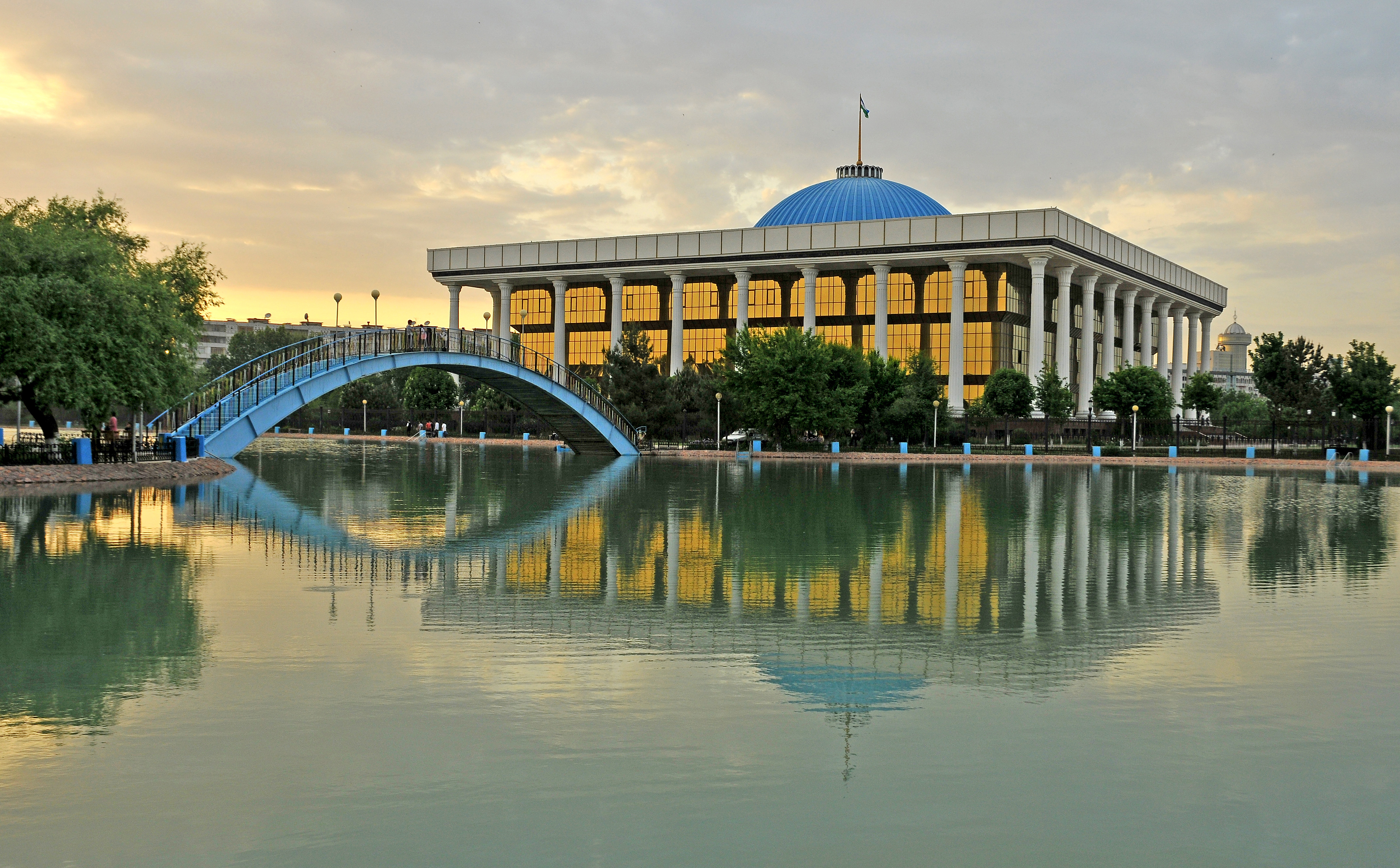
Здание Олий Мажлиса Узбекистана в Ташкенте

При принесении присяги избранный президент одновременно кладёт правую руку на возложенные на пюпитр Конституцию республики и на Священный Коран. Хотя Узбекистан является светским государством, эта страна является единственной в Средней Азии, избранный президент которой во время принесения присяги помимо Конституции кладёт руку и на Коран. Эту традицию начал первый президент республики Ислам Каримов начиная со своей инаугурации после выборов 1991 года.
Обычно, торжественная церемония вступления в должность президента Республики Узбекистан проводится в здании Олий Мажлиса Республики Узбекистан в Ташкенте, на совместном заседании обеих палат Олий Мажлиса Республики Узбекистан — Сената и Законодательной палаты, при присутствии послов иностранных государств и международных организаций в Узбекистане, приглашённых на церемонию местных и иностранных гостей, а также при обязательном присутствии журналистов и СМИ. Церемонию вступления в должность проводит председатель ЦИК Узбекистана, а сама церемония транслируется в прямом эфире по государственным телеканалам.

## Порядок замещения должности и отрешения от должности

### Экстренные случаи
Согласно 96-й статье Конституции Республики Узбекистан, если действующий президент Республики Узбекистан не может исполнять свои обязанности (по причине тяжелой болезни, потери дееспособности или по причине смерти на посту), то обязанности президента автоматически временно возлагаются на председателя Сената Олий Мажлиса Республики Узбекистан. В этом случае в трёхмесячный срок должны быть проведены внеочередные всенародные выборы президента Республики Узбекистан. Такая необходимость возникла пока один раз — после смерти бывшего президента Ислама Каримова 2 сентября 2016 года. Тогда полномочия президента автоматически были возложены на тогдашнего председателя Сената — Нигматиллы Юлдашева, который спустя шесть дней созвал внеочередное заседание Олий Мажлиса Республики Узбекистан и отказался от полномочий временного президента по причине отсутствия опыта в управлении государством, и после консультаций и выступлений в заседании парламента, временным президентом до президентских выборов был назначен Шавкат Мирзиёев.

### Импичмент
В Узбекистане полностью отсутствует определённая законами или Конституцией Республики Узбекистан процедура импичмента президента республики, или хотя бы вручения ему вотума недоверия в случае возникновения недоверия к нему со стороны парламента (то есть Олий Мажлиса Республики Узбекистан), правительства или народа. У парламента, правительства, государственных органов и народа полностью отсутствуют законные методы смещения с должности президента в случае его противозаконных и антинародных действий, в случае государственной измены или других опасных деяний (по отношению к суверенитету, экономике и т. п.), а также при совершении преступлений действующим президентом. Отсутствие законных методов импичмента и отстранения от власти действующего президента часто критикуется аналитиками и политологами, правозащитными организациями и реальной оппозицией. Отсутствие законных методов импичмента и отстранения от должности действующего президента считается наследием авторитарного (или даже диктаторского) правления первого президента Узбекистана — Ислама Каримова, которого ряд политологов, аналитиков, правозащитников и изданий называли диктатором. По словам бывших депутатов Верховного Совета Узбекистана начала 1990-х годов, на момент принятия действующей Конституции, Ислам Каримов всеми силами был против включения в Конституцию Узбекистана процедуры импичмента президента и добился этого. Демократически и либерально настроенные депутаты (из числа партий «Эрк» «Бирлик», Демократическое движение Узбекистана) были за включение возможности импичмента в Конституцию, но численно уступали большинству, которые являлись членами Народно-демократической партии Узбекистана, пришедшей на замену Коммунистической партии Узбекистана. Узбекистан является одной из немногих стран, где полностью отсутствует определённая законами или Конституцией возможность импичмента президента — то есть главы государства.

## Резиденция
Во время правления первого президента Узбекистана Ислама Каримова, официальной и главной президентской резиденцией с 1999 года являлся дворец «Аксарай» в центре Ташкента, превращённый в 2017 году в «Научно-просветительский комплекс Ислама Каримова» — крупный мемориально-музейно-просветительский комплекс, посвященный Исламу Каримову. Основной загородной резиденцией Ислама Каримова была «Дурмень» в одноимённом посёлке к северо-востоку от Ташкента, расположенном в Кибрайском районе Ташкентской области. Его преемник — Шавкат Мирзиёев после того, как стал с 8 сентября 2016 года временно исполняющим обязанности президента Узбекистана, оставался пребывать в Доме Правительства в центре Ташкента, а когда приступил к своему первому сроку в декабре 2016 года, временно переехал в здание Сената Олий Мажлиса Узбекистана. После реконструкции и расширения резиденция «Дурмень» переименована в «Куксарай», этот дворец стал основной резиденцией Шавката Мирзиёева, где встречаются, в том числе, главы иностранных государств.

## Президентский транспорт
Президент Узбекистана имеет собственный парк из самолётов и вертолётов, а также автомобилей. Из автомобильного транспорта Ислам Каримов пользовался в основном автомобилями Mercedes-Benz S-класса. Его преемник Шавкат Мирзиёев также предпочитает автомобили Mercedes-Benz S-класса и Mercedes-Maybach S-класса. Как правило, самолёт, которым пользуется президент Узбекистана, окрашен в цвета флага Узбекистана, имеет большую надпись UZBEKISTAN, на хвосте самолёта изображён флаг Узбекистана, а у носа изображён герб Узбекистана. Первый президент Узбекистана Ислам Каримов в последние десятилетия своего правления из самолётов эксплуатировал Boeing 767-300ER и Airbus A320. После прихода вместо него Шавката Мирзиёева, во второй половине 2019 года специально для президента Узбекистана был куплен самолёт Boeing 787-800 VIP Dreamliner, ставший основным президентским самолётом. В августе 2018 года пресс-служба президента Узбекистана показала СМИ новый президентский вертолёт Airbus Helicopters H175, который будет эксплуатироваться президентом и некоторыми членами правительства в ходе их поездок в различные регионы Узбекистана, а также на приграничные с Узбекистаном территории соседних государств при необходимости.

## Президентские символы

Штандарт Президента Республики Узбекистан

Штандарт президента Республики Узбекистан представляет собой прямоугольное полотнище из трёх горизонтальных полос насыщенного голубого, белого и насыщенного зелёного цветов во всю длину флага. По краям белой полосы, расположенной в середине флага, проходят тонкие красные каёмки. В центре штандарта помещён Руб аль-хизб белого цвета с золотой каймой, внутри которого изображение птицы Хумо серебристого цвета с раскрытыми крыльями. На горизонте, между раскрытыми крыльями изображены восходящее солнце с лучами над горами, реками и долиной. Птица Хумо стоит на ленте с цветами из флага Узбекистана, где имеется название государства золотыми буквами. Над птицей Хумо помещён Руб аль-хизб, представляющий собой восьмиконечную звезду голубого цвета с золотистой каймой, внутри которой изображены белые полумесяц и пятиконечная звезда.

## Обеспечение деятельности президента
Президенту Узбекистана:
- Полагается медицинское и санаторно-курортное обеспечение.
- Предусматриваются резиденции в городе Ташкенте и Ташкентской области.
- Обеспечиваются все виды связи.
- Предоставляется автотранспорт специального назначения, а также специально оборудованные самолёт и вертолет для осуществления поездок внутри страны и за границу. Право пользования служебным автотранспортом предоставляется также членам семьи президента Республики Узбекистан.
- Предоставляются бесплатное медицинское обслуживание и санаторно-курортное лечение, а также членам его семьи, проживающим совместно с ним.

## Статус экс-президента
Президент, ушедший в отставку по истечении своих полномочий, занимает пожизненно должность члена Сената Олий Мажлиса Республики Узбекистан.
Экс-президент Узбекистана обладает неприкосновенностью и иммунитетом в течение всей своей жизни, не может быть привлечен к уголовной или иной ответственности за действия, связанные с исполнением им полномочий главы государства. Также он не может подвергаться задержанию, допросу, обыску или личному досмотру. Кроме того, на период всей жизни экс-президента ему и членам его семьи предоставляется государственная охрана.
Президенту Республики Узбекистан предоставляется ежегодный оплачиваемый отпуск продолжительностью 36 рабочих дней, также он независимо от возраста имеет право на ежемесячное пожизненное денежное содержание в размере 70 % месячного должностного оклада действующего президента Республики Узбекистан. Жизнь и здоровье экс-президента подлежат обязательному государственному страхованию за счет средств государственного бюджета на сумму, равную годовому должностному окладу действующего президента Республики Узбекистан.
Вдова экс-президента вправе получать пенсию по случаю потери кормильца, независимо от наличия у неё других источников средств к существованию.
Экс-президенту за счёт государства передается в собственность служебная квартира (жилье) и загородная резиденция с соответствующим обслуживанием и охраной, расположенная в урочище Кайнарсай Ташкентской области. Также экс-президент имеет право бесплатно пользоваться на территории Республики Узбекистан специальной, правительственной и другими видами связи, которыми располагают государственные органы.
Помимо этого, за счет государства предоставляется персональный автомобиль с двумя водителями, служебное транспортное обслуживание. Право на пользование служебным транспортом имеют также члены семьи экс-президента Республики Узбекистан, проживающие совместно с ним или сопровождающие его.
Экс-президенту и членам его семьи пожизненно сохраняются льготы и привилегии по медицинскому обслуживанию и санаторно-курортному лечению, которые они имели на день прекращения исполнения конституционных полномочий президента.

## Список президентов Узбекской ССР и Республики Узбекистан
| № | Срок | Президент                     | Фотография      | Срок президентства                                           | Срок президентства                        | Длительность правления | Партийность       |
| - | ---- | ----------------------------- | --------------- | ------------------------------------------------------------ | ----------------------------------------- | ---------------------- | ----------------- |
| 1 | 1    | Исла́м Абдугани́евич Кари́мов    |                 | 24 марта 1990                                                | 29 декабря 1991                           | 645 дней               | КПСС              |
| 1 | 2    | Исла́м Абдугани́евич Кари́мов    | 29 декабря 1991 | 9 января 2000                                                | 2933 дня                                  | НДПУ                   |                   |
| 1 | 3    | Исла́м Абдугани́евич Кари́мов    | 9 января 2000   | 22 декабря 2007                                              | 2904 дня                                  | «Фидокорлар»           |                   |
| 1 | 4    | Исла́м Абдугани́евич Кари́мов    | 22 декабря 2007 | 10 апреля 2015                                               | 2666 дней                                 | УзЛиДеП                |                   |
| 1 | 5    | Исла́м Абдугани́евич Кари́мов    | 10 апреля 2015  | 2 сентября 2016                                              | 511 дней (Всего 9659 дней)                | УзЛиДеП                |                   |
|   | ВрИО | Нигматилла́ Тулки́нович Юлда́шев |                 | 2 сентября 2016                                              | 8 сентября 2016                           | 6 дней                 | «Миллий тикланиш» |
| 2 | ВрИО | Шавка́т Миромо́нович Мирзиёев   |                 | 8 сентября 2016                                              | 14 декабря 2016                           | 97 дней                | УзЛиДеП           |
| 2 | 1    | Шавка́т Миромо́нович Мирзиёев   | 14 декабря 2016 | 6 ноября 2021                                                | 1788 дней                                 |                        | УзЛиДеП           |
| 2 | 2    | Шавка́т Миромо́нович Мирзиёев   | 6 ноября 2021   | 9 июля 2023                                                  | 610 дней                                  |                        | УзЛиДеП           |
| 2 | 3    | Шавка́т Миромо́нович Мирзиёев   | 9 июля 2023     | Действующий президент (срок полномочий истекает в 2030 году) | 752 дней (с 9 июля 2023 года — 3247 дней) |                        | УзЛиДеП           |